# Morfologia (biologia)

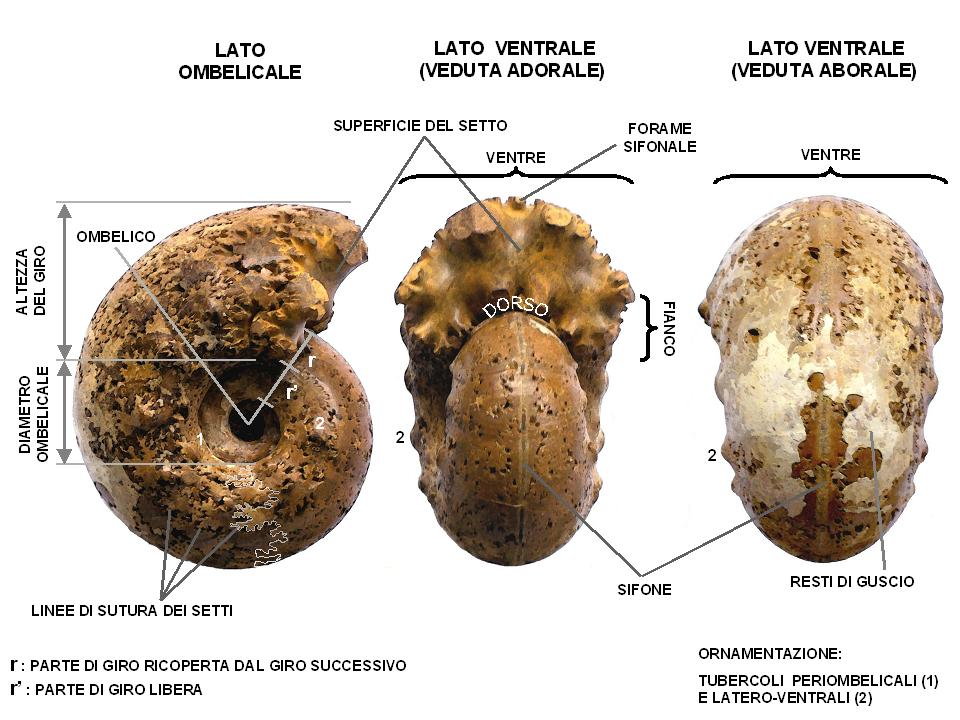
Morfologia di un'ammonite

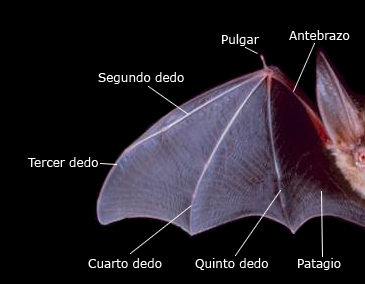
Morfologia dell'ala di un pipistrello

Morfologia di una foglia: la morfologia è utile alla classificazione tassonomica

La morfologia è una branca della biologia che studia l'aspetto esteriore di un organismo vivente con le sue relazioni e confronti. 
La morfologia si distingue dall'anatomia, che studia la struttura interna degli organismi viventi, e dalla fisiologia, che studia il funzionamento dei tessuti, degli organi e degli apparati, tuttavia si collega ad esse integrando la conoscenza degli organismi viventi. In ambiti particolari la morfologia può avere collegamenti anche con l'etologia e la genetica.

## Scopi
Gli scopi della morfologia sono diversi e possono rispondere a specifiche esigenze: dalla semplice descrizione, finalizzata a fornire un'informazione scritta o orale alternativa ad un'immagine all'elenco di tutti gli elementi esteriori che permettono il riconoscimento e l'inquadramento tassonomico di un organismo. In ambiti più specifici, la morfologia è utilizzata per scopi tecnici: ad esempio, nella zoognostica, branca della zootecnica, la morfologia è utilizzata per definire in prima istanza le attitudini produttive o funzionali degli animali domestici. In ecologia e in altre branche della biologia è utile per studiare i meccanismi di adattamento di una specie o di una popolazione a specifiche condizioni ambientali. 

## Applicazioni
Il principale ambito di applicazione della morfologia è, in ogni modo, la sistematica o tassonomia. La descrizione, ai fini della caratterizzazione, dell'aspetto esteriore degli organismi viventi è stato lo strumento privilegiato, nel corso della storia, dai naturalisti per la definizione dei singoli taxa e il loro inquadramento sistematico. A tutt'oggi la morfologia rappresenta ancora il principale criterio di determinazione delle specie, integrato in misura minore da aspetti anatomici, fisiologici ed etologici e la sua importanza è stata ridimensionata negli ultimi decenni solo dalla filogenesi.

## Elementi
Gli elementi presi in considerazione dalla morfologia, applicate all'intero corpo o a specifiche parti del corpo, sono diversi. Fra i più frequenti si citano i seguenti:
- le dimensioni assolute e relative: ad esempio l'altezza al garrese dei mammiferi è utilizzata per definirne la taglia, il rapporto fra la lunghezza degli arti e la profondità del tronco o i rapporti fra i diametri delle diverse parti del corpo sono parametri usati per distinguere un tipo dolicomorfo da uno brachimorfo;
- la forma: la geometria della forma è stata ad esempio l'elemento principale di determinazione dei batteri (cocchi, bastoncelli, vibrioni, ecc.); analogamente, la forma della lamina fogliare è uno degli elementi più ricorrenti per determinare in prima istanza un taxon botanico;
- la suddivisione metamerica: il numero di uriti addominali, il numero di segmenti nelle antenne o nei tarsi, sono elementi di largo impiego nel riconoscimento degli insetti;
- la presenza e la tipologia delle appendici esterne: la presenza, la forma e lo sviluppo delle ali o delle zampe, sono elementi di largo impiego nella sistematica degli insetti. Ad esempio, il numero di ali è l'elemento morfologico inequivocabile che permette anche a un profano di distinguere un Dittero Sirfide da un Imenottero Aculeato;
- la consistenza dei tessuti: la consistenza coriacea delle foglie è uno degli elementi più ricorrenti fra gli adattamenti morfologici delle piante mediterranee;
- la manifestazione esteriore di strutture interne: ad esempio la forma e la ramificazione delle nervature delle foglie è un elemento che integra la descrizione di una specie botanica;
- la presenza, lo sviluppo, la forma, la densità di sculture e rilievi: ad esempio l'aspetto delle screpolature della corteccia è un elemento di determinazione di alcune specie arboree, così come la presenza e lo sviluppo di specifiche linee di sutura sono importanti elementi di determinazione delle specie all'interno di alcuni taxa di insetti;
- il colore: la tonalità, l'intensità, la distribuzione zonale dei colori sono importanti elementi di riconoscimento delle specie in campo sia zoologico sia botanico e d'identificazione di tipi genetici nell'ambito della genetica.